# Centennial Light

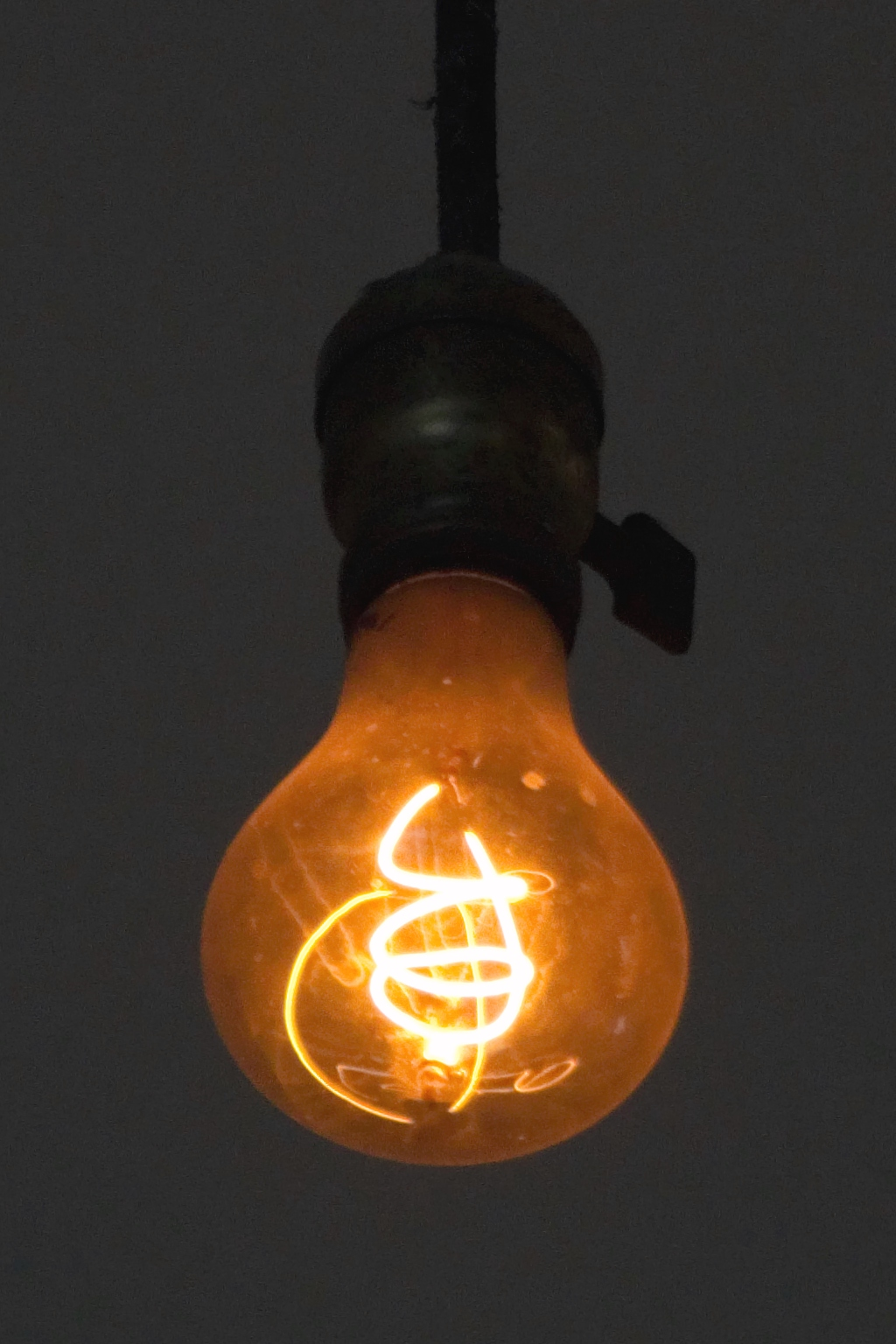
Aufnahme der Glühlampe im November 2013

Das Centennial Light (englisch für hundertjähriges Licht) gilt als die langlebigste Glühlampe der Welt. Sie befindet sich in der Feuerwache „Station 6“ der Stadt Livermore nahe San Francisco im US-Bundesstaat Kalifornien. Sie wird oft als Hinweis auf die Existenz der geplanten Obsoleszenz bei modernen Glühlampen zitiert.

## Geschichte
Die Glühlampe wurde in den 1890er Jahren von der Shelby Electric Company in Ohio hergestellt und hatte ursprünglich eine Leistung von 60 Watt; heute sind es jedoch lediglich noch vier Watt. Es handelt sich dabei um eine Kohlenfadenlampe, von deren Typ noch viele andere Exemplare existieren. Laut Zylpha Bernal Beck machte ihr Vater Dennis Bernal der Feuerwache im Jahr 1901 mit der Glühlampe ein Geschenk. Anlass war der Verkauf seiner Livermore Power and Water Company.
Insgesamt soll die Lampe in vier Einrichtungen in Gebrauch gewesen sein. Über viele Jahre befand sie sich in einem Schlauchwagenhaus, später in einer Werkstatt in der Stadtmitte von Livermore. Die Positionswechsel und einige Stromausfälle verursachten einen Teil der wenigen Momente, in denen das Centennial Light nicht glühte. 1976 zog die Feuerwehr um. Um die Glühlampe nicht zu beschädigen, durchtrennte man ihre Leitung und transportierte sie in einem speziell angefertigten Behälter in nur zehn Minuten zur neuen Dienststelle. Ein Elektriker installierte das Wahrzeichen und verband es mit dem Notstromgenerator. Im Jahre 2001 feierte man das hundertste Jahr der Glühlampe in Livermore. 2006 war sie seit dem Umzug 1976 dreißig Jahre durchgehend in Betrieb. Ursache für die Langlebigkeit soll vor allem die geringe Leistung von nur 4 W sein, dies entspricht bei einer Glühlampe etwa dem Lichtstrom eines Nachtlichtes. Das Livermore-Pleasanton Fire Department plant, die Glühlampe so lange wie möglich schwach leuchten zu lassen.
Am 21. Mai 2013 erlosch die Glühlampe zum ersten Mal wieder seit 37 Jahren ununterbrochenem Betrieb. Ursache des fast zehnstündigen Ausfalls soll ein Problem bei der Stromversorgung gewesen sein. Es ist noch unklar, was mit der Lampe passieren soll, wenn sie einmal dauerhaft defekt ist. Ripley’s Believe It or Not!, das eine Vielzahl von Museen betreibt, ist an dem potenziellen Exponat interessiert.

## Popularität
Erst 1972 veröffentlichte der Reporter Mike Dunstan einen ersten Bericht im Tri-Valley Herald. Als der Journalist Charles Kuralt darauf aufmerksam wurde, kontaktierte er das Guinness-Buch der Rekorde. Das Komitee erklärte, genauso wie Ripley’s Believe It or Not! und General Electric, das Centennial Light zur langlebigsten Glühlampe der Welt. Noch im Jahr 1972 wurde es von einer anderen alten Glühlampe in Fort Worth, Texas abgelöst. Von 1988 bis 2006 erschien die Centennial Light Bulb aus unbekannten Gründen nicht in der Liste. Seit 2007 befindet sie sich wieder in jeder Ausgabe des Guinness-Buchs. In den Vereinigten Staaten erlangte sie über die Jahre einen hohen Bekanntheitsgrad, nicht zuletzt wegen der Berichte im Fernsehen.
Das Centennial Light Bulb Committee sorgt für Unterstützung und betreibt eine Website. Auf dieser lässt sich der Alltag der Glühlampe per Webcam live verfolgen. Seit dem Bestehen musste die Webcam schon dreimal ersetzt werden.
2010 erschien der Dokumentarfilm Kaufen für die Müllhalde, in dem unter anderem ausführlich über das Centennial Light berichtet wird.